# International Superstar Soccer Deluxe
International Superstar Soccer Deluxe (también conocido como ISS Deluxe, ISSD o Jikkyou World Soccer 2: Fighting Eleven) es un videojuego de fútbol de la serie International Superstar Soccer creado por la compañía japonesa Konami Corporation. Este juego fue publicado en el año 1995. El juego goza de una perspectiva lateral, y fue distribuido en cartuchos de 32 megas para las plataformas SNES, Mega Drive y en formato CD-ROM para PlayStation.

## Descripción
Este juego es la secuela para International Superstar Soccer, la saga de juegos de fútbol de Konami, esta versión "Deluxe" fue publicada inicialmente para SNES, luego para Mega Drive y finalmente para PlayStation.

Gameplay del juego

ISS Deluxe contaba con imágenes y animaciones muy realistas para la época. Existen 45 selecciones nacionales. También se puede elegir entre 16 formaciones y 8 estrategias en el juego. El juego también incorporó nuevos relatos que lo diferencian de su antecesor y la posibilidad de poder jugar cooperativamente dos jugadores versus la máquina. Además se creó la opción de que 4 jugadores (8 en Mega Drive) pudieran jugar de manera simultánea, bajo la modalidad 2 contra 2 (4 contra 4 en Mega Drive).

## Tipos de competición disponibles
- Copa Internacional (equivalente a un Mundial FIFA con una clasificación previa): La Copa Internacional está compuesta de 9 partidos, dos clasificatorios, tres en fase de grupos y cuatro de eliminación directa. Las eliminatorias son invariables en América, Asia y África, lo anterior en vista de la escasez de equipos para las regiones que estos grupos representan. En Europa los grupos de clasificación suelen variar, reemplazándose uno o los dos de los equipos contra los que hay que enfrentarse. Las eliminatorias de Brasil (o sea cual sea el equipo que se escoja) pueden ser las más duras, “cuantitativamente” las de Japón pueden revestir cierta dificultad por el nivel parejo de los equipos.

La fase de grupos o fase dos, inspirada en la forma de realizarse la Copa Mundial FIFA entre 1982 y 1994, está constituida por 6 grupos de cuatro equipos. La cantidad de grupos es evidenciable primero por la fecha de edición del juego (1995), y segundo porque en ocasiones equipos con los que se comparte grupo que consiguen un tercer lugar hacen presencia en la segunda ronda como mejores terceros, a pesar de esto, esta forma de clasificación es inaccesible al jugador que para avanzar debe estar entre los primeros dos lugares.
Los octavos de final, cuartos de final, semifinales y finales son de eliminación directa, con alargues y tiros desde el punto de penal.
Primordialmente suelen llegar a la final equipos de la talla de Brasil, Alemania, Argentina, Inglaterra e Italia, y en segunda medida Bélgica, Holanda, Portugal, Francia y República Checa.
El triunfo en la final da acceso a una celebración de jugadores que levantan una copa y luego a los créditos adornados con celebraciones y movimientos de los jugadores del equipo ganador. Esta escena está hecha con imágenes prediseñadas por lo que es el único para la totalidad de los equipos, solo variando el color del uniforme y en ciertos casos el color de piel de los dibujos.
- Eurocopa (equivalente a una Eurocopa con una clasificación previa): La Eurocopa está compuesta de 8 partidos, dos clasificatorios, tres en fase de grupos y tres de eliminación directa.

La fase de grupos o fase dos, inspirada en la forma de realizarse la Eurocopa entre 1996 y 2012, está constituida por 4 grupos de cuatro equipos.
- Serie Mundial (Liga, todos contra todos): Esta competición se puede considerar el reto mayor en ISS Deuxe ya que es el que de mayor números de juegos se compone y el que da la mayor recompensa que es el acceso a los equipos especiales (ver equipos especiales). Con un total de 149 partidos y claves de 150 caracteres es el que requiere mayor tiempo y paciencia.

El torneo consta de dos vueltas en nivel 5 y una vuelta en nivel 3 y 4, mientras que en nivel 1 y 2 solo se felicita al jugador y se le insta a competir en el siguiente nivel. Los partidos, como en el Torneo Internacional duran mínimo 5 minutos por tiempo y no se admiten empates por lo que de presentarse dicha situación se dan tiempos extra y series desde el punto penal.
La liga es generalmente muy desequilibrada, manteniéndose en la punta equipos como Brasil, Alemania, Argentina e Italia, que solo pierden uno o dos partidos (generalmente contra el jugador) y en el fondo de la tabla equipos como Grecia, Japón y Austria que solo logran sumar de 9 a 10 juegos ganados en cada sesión.
El último juego (en caso de ser el líder) desemboca en el más elaborado del juego, que inicia con la misma imagen del rescate en Copa Internacional, solo que se remplaza el trofeo por un platón y desde la parte inferior ascienden globos que dan apertura a un desfile de fotografías que finalizan con una del equipo ganador. Mas este no es el final, luego de esta presentación se da al jugador una clave de ocho caracteres que permite un partido contra el equipo de  las Estrellas, de vencer a tan duro rival se congratula al ganador, se reinicia el juego y esta vez hay una nueva zona que componen los equipos de las estrellas.
- Modo de Escenario: En una sección al principio del juego se puede elegir jugar entre nueve partidos, cada uno de estos partidos ya están arreglados, ya están elegidos los equipos, tienen un resultado (que dependiendo de lo dificultoso del partido, serán los goles necesarios para dar vuelta el resultado), generalmente estos partidos están en el último minuto del segundo tiempo de juego dándole al jugador poco tiempo para intentar ganar el partido. La dificultad está marcada de 1 en 5 por estrellas, esta será más difícil dependiendo la cantidad de goles que haya que hacer para ganar el partido. Si se logra ganar el partido al final se concederá una contraseña.

- Copas personalizadas: Las copas personalizadas son torneos de máximo ocho equipos y mínimo uno manejado por el jugador. Si se quiere lograr que el torneo tenga partidos determinados por el jugador se debe seguir el siguiente método de selección:

Establecer previamente los partidos
Dar a cada equipo una nominación de A a H
En la versión de Mega Drive, los jugadores podían recibir una cantidad de hasta 3 tarjetas amarillas y se les aplicaba un partido de sanción al igual que si fuera tarjeta roja.

## Selecciones nacionales

### Europa (UEFA)
Alemania
 Austria (*)
 Bélgica
 Bulgaria
 Croacia
 Dinamarca
 Escocia (*)
 España
 Francia
 Gales (*)
 Grecia
 Inglaterra
 Irlanda del Norte (*)
 Irlanda
 Italia
 Noruega
 Países Bajos
 Polonia (*)
 Portugal
 República Checa (*)
 Rumania
 Rusia
 Suecia
 Suiza

### América (CONCACAF & CONMEBOL)
Canadá (J)
 Costa Rica
 Estados Unidos
 Guatemala
 Jamaica (J)
 México
 Panamá
 Trinidad y Tobago
 Argentina
 Bolivia (J)
 Brasil
 Chile
 Colombia
 Ecuador
 Paraguay (J)
 Perú
 Uruguay
 Venezuela

### Asia Y África (AFC & CAF)
Afganistán
 Arabia Saudita (J)
 Catar
 China (J)
 Corea del Norte
 Corea del Sur
 Emiratos Árabes Unidos (J)
 Irak (J)
 Irán (J)
 Japón
 Turquía (*)
 Uzbekistán (J)
 Angola
 Camerún
 Costa de Marfil
 Ghana
 Liberia
 Marruecos
 Nigeria
 Sudáfrica
 Togo
 Túnez

(J) Solo están disponibles en la versión japonesa.
(*) Solo están disponibles en las versiones fuera de Japón.
Cada equipo tiene diferentes rangos. El equipo más fuerte es Brasil, seguido de Italia, Alemania y Argentina. Los más débiles son Marruecos y Grecia.
Equipos estelares: Los equipos estelares son aquellos conformados por los mejores futbolistas a criterio del fabricante, están divididos en 6 y distribuidos de forma regional y son:
- Estrellas mundiales (All Stars)
- Euroestrellas A (Eurostars A)
- Euroestrellas B (Eurostars B)
- Euroestrellas C (Eurostars C)
- Euroestrellas D (Eurostars D)
- Estrellas Africanas (African Stars A)
- Estrellas Africanas (African Stars B)
- Estrellas Africanas (African Stars C)
- Estrellas Africanas (African Stars D)
- Estrellas Asiáticas (Asian Stars A)
- Estrellas Asiáticas (Asian Stars B)
- Estrellas Asiáticas (Asian Stars C)
- Estrellas Asiáticas (Asian Stars D)
- Estrellas Americanas (All American Stars A)
- Estrellas Americanas (All American Stars B)
- Estrellas Americanas (All American Stars C)
- Estrellas Americanas (All American Stars D)

El equipo de Estrellas mundiales es el mejor del juego porque, pese a inspirarse en futbolistas de otros equipos, estos no conservan sus atributos originales sino que los tienen al máximo.
Los equipos regionales sí mantienen los atributos originales del jugador.
Los equipos estelares no pueden ser seleccionados para ligas o torneos personalizados.

## Formaciones
- 4-5-1 Noruega, Rumania, Ucrania, Sudáfrica, Egipto, Irán.

- 4-4-2 Brasil, Argentina, Colombia, Ecuador, EUA, Dominica, Canadá, Uruguay, Paraguay, Inglaterra, Islandia, Italia, Gales, Albania, Escocia, Irlanda del Norte, Costa Rica, República Dominicana, Guatemala, Venezuela, Perú, Liberia, Irlanda, Suecia, Dinamarca, Austria, Suiza, Croacia, Grecia, China, Uzbekistán, Arabia Saudita, Irak, Turquía, Camerún, Ghana, Marruecos, Honduras, Yugoslavia, Sudáfrica, Asian Star B, All American Star A.

- 4-3-3 Francia, Portugal, Bélgica, Andorra, Bulgaria, Zambia, Eurostar A.

- 4-2-4 All Star.

- 3-5-2 Bolivia, Chile, Trinidad y Tobago, Haití, El Salvador, Panamá, Alemania, Israel, Polonia, Japón, Corea del Norte, Corea, Túnez, Nigeria, Australia, Asian Star A, All American Star B Africanstar A, Africanstar B.

- 3-4-3 México, Nicaragua, Jamaica, Holanda, Hungría, Angola, Senegal, España.

- 3-3-4 (nadie lo usa)

- 3-2-5 (nadie lo usa)

- 2-5-3 (nadie lo usa)

- 2-4-4 (nadie lo usa)

- 2-3-5 (nadie lo usa)

- 5-4-1 Armenia, Finlandia, Estonia, Eurostar B.

- 5-3-2 República Checa, Rusia, Afganistán, Emiratos Árabes Unidos.

- 5-2-3 (nadie lo usa)

- 1-5-4 (nadie lo usa)

- 1-4-5 (nadie lo usa)

## Jugadores
En algunas selecciones. Los nombres de los jugadores son ficticios, sin embargo se puede reconocer claramente a varias figuras de la época por su apariencia. Estos casos son los más conocidos.
 Argentina
- Santos = Fernando Redondo
- Heretier = Diego Simeone
- Redonda = Diego Armando Maradona
- Fuerte = Claudio Paul Caniggia
- Capitale = Gabriel Omar Batistuta
- Estrade = Hernán Crespo
- Hajo = Ariel Ortega
- Leon = Abel Balbo

 Bolivia
- 6 = Luis Cristaldo
- 16 = Marco Antonio Etcheverry

 Brasil
- Ferreira = Leonardo
- Cicero = Jorginho
- Santos = Dunga
- Pardilla = Zinho
- Beranco = Raí
- Gomez = Romario
- Allejo = Bebeto

 Colombia
- Heffez = Óscar Córdoba
- García = René Higuita
- Perera = Leonel Álvarez
- Murillo = Carlos Valderrama
- Álvarez = Faustino Asprilla

 México
- Leone = Jorge Campos
- Accosta Claudio Suárez
- Moya = Ramón Ramírez
- Munoz = Hugo Sánchez

 Paraguay
- 1 = José Luis Chilavert

 Uruguay
- Silva = Enzo Francescoli
- China = Rubén Sosa

 Estados Unidos
- Doughty = Marcelo Balboa
- Ewing = Alexi Lalas
- Michaels = Cobi Jones

 Croacia
- Zuljevic = Robert Jarni
- Julic = Davor Suker
- Andric = Alen Boksic

 Austria
- L.Denk = Michael Konsel

 Italia
- Pagani = Gianluca Pagliuca
- Premoli = Paolo Maldini
- Pabi = Franco Baresi
- Zappa = Demetrio Albertini
- Galfano = Roberto Baggio
- Zanga = Gianfranco Zola
- Carboni = Fabrizio Ravanelli

 Suecia
- Svensson = Thomas Ravelli
- Hansson = Tomas Brolin
- Magnus = Martin Dahlin
- Axborn = Henrik Larsson
- Stenmark = Kennet Andersson

 Inglaterra
- R.Banks = Tim Flowers
- G.Brown = David Seaman
- F.Morley = Paul Ince
- Sloan = John Barnes

 Alemania
- Kolle = Lothar Matthäus
- Bock = Andreas Möller
- Segel = Jurgen Kohler
- Dreher = Rudi Völler
- Kuhnert = Karlheinz Riedle
- Sieke = Jürgen Klinsmann
- Stranz = Thomas Hassler
- Klahold = Matthias Sammer

 Suiza
- Hauser = Alain Sutter
- Umbro = Stephane Chapuisat

 Dinamarca
- P.Olsen = Peter Schmeichel
- Rasmusse = Brian Laudrup
- Laudrup = Michael Laudrup

 España
- Serrano = José Mari Bakero
- Asensio = Julen Guerrero

 Portugal
- Ribeiro = Vitor Baia
- Oliveira = Fernando Couto
- Correia = Luís Figo
- Paz = Paulo Futre

 Gales
- R.Jones = Ryan Giggs
- Melville = Mark Hughes

 República Checa
- Svoboda = Karel Poborsky
- Blazek = Tomáš Skuhravý

 Bélgica
- Van Riet = Michel Preud'homme
- Koster = Enzo Scifo

 Bulgaria
- Jurenkov = Krasimir Balakov
- Kostov = Yordan Letchkov
- Milakov = Hristo Stoichkov
- Bulgov = Emil Kostadinov

 Rumania
- Popescu = Bogdan Stelea
- Balcescu = Florin Prunea
- Dracul = Miodrag Belodedici
- Kantamir = Ilie Dumitrescu
- Costan = Gheorghe Hagi
- Breszul = Florin Răducioiu
- Andrescu = Marius Lăcătuș
- Mocanu = Viorel Moldovan

 Países Bajos
- Groen = Ed de Goey
- Jergen = Edwin Van der Sar
- Nuyens = Ulrich van Gobbel
- Kadijk = Ronald Koeman
- Van Wijk = Ruud Gullit
- De Grood = Frank Rijkaard
- Koppers = Dennis Bergkamp
- De Rijk = Marc Overmars

 Francia
- C.Didier = Fabien Barthez
- L.Funes = Didier Deschamps
- F.Royere = David Ginola
- Calvier = Bernard Lama
- Chatillo = Eric Cantona

 Rusia
- Yashin = Viktor Onopko

 Japón
- Tabei = Ruy Ramos
- Kazami = Tsuyoshi Kitazawa
- Hiyama = Kazuyoshi Miura
- Hasimoto = Masashi Nakayama
- Okuda = Hidetoshi Nakata

 Turquía
- Agircan = Hakan Sukür

 Corea del Sur
- Sin = Lee Woon-jae
- Yang = Hong Myung-Bo

 Camerún
- Takanaki = Rigobert Song
- Katanga = Roger Milla

 Marruecos
- Kassou = Noureddine Naybet

 Nigeria
- Bugri = Peter Rufai
- Rezi = Sunday Oliseh
- Bilar = Finidi George
- Neshu = Jay-Jay Okocha
- Mauro = Daniel Amokachi

La página del editor de ISSD, realizó una encuesta a los fanáticos del juego para escoger al mejor jugador en el juego. Los resultados fueron los siguientes:
- 1. Redonda (Argentina) 34,66%
- 2. Berranco (Brasil) 32.43%
- 3. Galfano (Italia) 31,64%
- 4. Kolle (Alemania) 6.38%
- 5. Premoli (Italia) 4.26%
- 5. Murillo (Colombia)
- 4.26%
- 5. Kolle (Alemania) 4.26%
- 5. Capitale (Argentina) 4.26%
- 5. Allejo  (Brasil) 4.26%
- 9. Magnus (Suecia) 2.13%
- 9. Fuerte (Argentina) 2.13%
- 9. Thierry (Francia) 2.13%
- 9. Koppers (Holanda) 2.13%

## Árbitros
En el juego dispone de tres árbitros distintos: Carlos, Heinz y Hasegawa.
El primero, (posiblemente sudamericano) suele interrumpir el juego por todo tipo de contactos lo que hace que el jugador deba medirse en el número de barridas al rival, mucho más si te encuentras cerca del área chica a defender. Sin embargo, es muy cauto a la hora de mostrar tarjetas y expulsar a jugadores.
El segundo, (posiblemente europeo) señala menos infracciones, pero es más estricto a la hora de castigar, lo que representa la posibilidad de tarjetas en las faltas que se piten aunque eso si, muy de acuerdo al reglamento del fútbol (como ejemplo, una barrida por detrás es seguro tarjeta amarilla). Es el más correcto de los tres.
El tercero (posiblemente asiático) es el más estricto de los anteriores, no perdonará ninguna barrida por detrás o empujón sin tarjeta. Existe la opción aleatoria en la elección del árbitro, o selectiva si se trata de juegos amistosos.
Existe una cuarta opción, se debe aplicar el código Konami en la pantalla de inicio y si se logra correctamente se escuchara un ladrido de perro, este truco hará que nuestro árbitro independientemente si lo seleccionamos o lo dejamos al azar, se convertirá en un pastor alemán que nos dirigirá el partido, cada pitazo será reemplazado por un ladrido y se podrá observar al perro correr a nuestro lado como un auténtico árbitro. Este código es  Arriba Arriba , Abajo Abajo, izquierda Derecha, izquierda derecha,  A B

## Estadios
Antes de cada juego amistoso se puede seleccionar ocho estadios distintos.
Todos varían en el entramado de la cancha y la decoración aledaña, además de contar con diferentes dimensiones las cuales claramente hacen la diferencia entre un campo de juego y otro.
- Estados Unidos: 82 x 118 (en yardas) 74.62 x 107.38 (en metros)

- España: 90 x 126 (en yardas) 81.9 x 114.61 (en metros)

- Italia: 82 x 132 (en yardas) 74.62 x 120.12 (en metros)

- Inglaterra: 82 x 122 (en yardas) 74.62 x 111 (en metros)

- Francia: 90 x 134 (en yardas) 83.9 x 124.29 (en metros)

- Bélgica: 90 x 134 (en yardas) 83.9 x 124.29 (en metros)

- Alemania: 74 x 122 (en yardas) 67.34 x 111 (en metros)

- Brasil: 90 x 114 (en yardas) 81.9 x 103.74 (en metros)

- Nigeria: 90 x 138 (en yardas) 81.9 x 125.58 (en metros)

- Japón: 74 x 114 (en yardas) 67.34 x 103.74 (en metros)

El estadio de Japón es el más pequeño, en cambio el de Nigeria es el más grande.
Puede variar también el horario (mañana, tarde, noche) y clima (día soleado, nevada y lluvia). El primero se presenta de manera aleatoria y se ve en la información previa al partido y al momento de sortear los arcos. El segundo, puede ser seleccionado en partidos amistosos y es aleatorio en competición. El factor clima influye en el desarrollo del juego de tal forma que en partidos con lluvia la pelota es más pesada y los pases a raz de piso se muestran un poco más cortos mientras que partidos con nieve la pelota se mueve con un grado más de rapidez.

## Situaciones
El juego también innova en la presentación de situaciones que se desarrollan a lo largo de los compromisos.
- Al conseguir anotar tres goles con un mismo jugador, antes de la celebración se proyecta en una pantalla gigante la imagen del anotador haciendo una aparente señal de victoria, esto resulta bastante interesante si se usa para ver las imágenes de los jugadores que representan (no oficialmente) a uno real como el caso de Valderrama.

- Si se logra remontar un marcador adverso o se anota un gol de oro, en la misma pantalla gigante aparecerá la imagen de dos jugadores abrazados, siempre es la misma pero varía el uniforme.

- Si se marca un autogol (gol en contra), se proyecta la imagen de un jugador lamentándose de rodillas y con las manos en el rostro, al igual que el anterior varían los uniformes solamente.

- Es poco frecuente, pero es posible que a causa de una falta se lesione a un jugador rival, en tal caso entrará la camilla a socorrer al lesionado y se expulsara al causante de la lesión, cabe decir que el cambio del lesionado se hace obligatorio.

## Controles en distintas consolas
Para Super Nintendo:
- Patear arriba: X
- Tiro de bomba: A
- Pase: B
- Acelerar: Y
- Estrategias: L
- Arquero: L y R

Para Mega Drive
- Patear arriba: C
- Tiro de bomba: Z
- Pase: B
- Acelerar: A
- Estrategias: Botón MODE
- Cambiar de jugador: Y
- Ir a menú en pleno partido: X
- Arquero: Z

Para PC:
- Patear arriba: S
- Patear abajo: W
- Pase: C o E
- Autopase: R
- Acelerar: X
- Tiro de bomba: D
- Estrategias: A
- Arquero: A y B

## Niveles
El juego cuenta con cinco niveles de dificultad, en los cuales varían la habilidad del arquero, la calidad de los delanteros rivales y su defensa.
- Nivel 1: Tiene una defensa más parada, no se acerca hacia el jugador y el ataque es débil e inofensivo. El arquero muestra el mínimo de profesionalidad. Adecuado para novatos o principiantes.

- Nivel 2: Es parecido al primero, pero con más nivel en la portería.

- Nivel 3: Más difícil de anotar, la defensa bien parada muestra más esfuerzo.

- Nivel 4: El partido es más intenso y aumenta la posibilidad que el equipo rival te haga más goles.

- Nivel 5: Tanto la defensa como cualquier jugador rival casi siempre está pegado a ti, es muy difícil desmarcarte, el arquero tiene más seguridad y es mejor por tanto los goles son mucho más difíciles de anotar.

## Versiones Piratas
Existen versiones que utilizaron la plataforma de Internacional Superstar Soccer Deluxe, y que inspiraron el lanzamiento de juegos en los que se incluían equipos sudamericanos. Por ejemplo, estaba la versión de Fútbol Peruano '97, Fútebol Brasileiro '96, Fútbol Argentino '96, Fútbol Chileno 96, Fútbol Ecuatoriano '97, World Cup France '98, Fútbol Colombiano '96, Super Copa 2017, Super Brasileirão 2017, Champions League 2017, Super Futebol Brasileiro '96, entre otros; Estos juegos estaban muy bien logrados con uniformes y características de los jugadores principales de cada equipo, sin embargo, los uniformes alternativos son genéricos para todos los equipos y las situaciones de pantalla (Ej. un triplete o ganar u torneo), se puede identificar el equipo original ya que estas no pudieron ajustarse a las características de los clubes y equipos en la versión pirata; pese a todo en algunos países de América estos juegos piratas tuvieron gran valoración, en Colombia era más fácil conseguir la versión pirata que el ISSD original.